# Орто-Токойське водосховище
Орто-Токойське водосховище (кирг. Орто-Токий суу сактагичі) — водосховище у Киргизстані. Розташоване на річці Чу за 2 км на захід від селища Орто-Токой, на кордоні Наринської та Іссик-Кульської областей. План будівництва водосховища затверджено постановою ЦК ВКП(б) та РНК СРСР від 19 березня 1940 року. Будівництво розпочато у 1941 році, завершено у 1960 році. Висота над рівнем моря – 1700 м. Площа водної поверхні – 26 км², об'єм – 470 млн м³. Довжина – 18 км, найбільша ширина – 5 км, максимальна глибина – 47 м. Висота греблі – 52 м, довжина – 365 м, ширина – 6 м. Довжина водоскидного тунелю – 567 м, діаметр – 4,5 м. Витрата води – у середньому 12,8 м³/с. Регулює стік річки Чу. Вода водосховища використовується для зрошення 120 тис. га сільськогосподарських земель: 86 тис. га у Киргизстані, 34 тис. га у Казахстані.